# Halowe Mistrzostwa Świata w Lekkoatletyce 1997 – bieg na 60 m przez płotki mężczyzn
Bieg na 60 m przez płotki mężczyzn – jedna z konkurencji rozgrywanych podczas halowych mistrzostw świata w lekkoatletyce w 1997. Eliminacje i półfinały odbyły się 8 marca, a finał został rozegrany 9 marca.
Do konkursu zgłoszonych zostało 29 zawodników z 21 państw.
Zawody w tej konkurencji wygrał reprezentant Kuby Anier García. Drugą pozycję zajął zawodnik z Wielkiej Brytanii Colin Jackson, trzecią zaś reprezentujący Stany Zjednoczone Tony Dees.
W związku z dodatnim wynikiem na obecność efedryny w organizmie został zdyskwalifikowany reprezentant Belgii Jonathan Nsenga, który w finale pierwotnie uplasował się na 6. miejscu.

## Wyniki

### Eliminacje
Źródło: 
Bieg 1
| Miejsce | Zawodnik        | Państwo  | Wynik |
| ------- | --------------- | -------- | ----- |
| 1.      | Falk Balzer     | Niemcy   | 7,68  |
| 2.      | Li Tong         | Chiny    | 7,70  |
| 3.      | Robert Foster   | Jamajka  | 7,77  |
| 4.      | Robert Kronberg | Szwecja  | 7,79  |
| 5.      | Robin Korving   | Holandia | 7,80  |
| 6.      | Igors Kazanovs  | Łotwa    | 7,86  |

Bieg 2
| Miejsce | Zawodnik           | Państwo         | Wynik |
| ------- | ------------------ | --------------- | ----- |
| 1.      | Colin Jackson      | Wielka Brytania | 7,52  |
| 2.      | Sébastien Thibault | Francja         | 7,72  |
| 3.      | Krzysztof Mehlich  | Polska          | 7,87  |
| 4.      | Mauro Rossi        | Włochy          | 7,98  |
| –       | Jonathan Nsenga    | Belgia          | DSQ   |

Bieg 3
| Miejsce | Zawodnik         | Państwo   | Wynik  |
| ------- | ---------------- | --------- | ------ |
| 1.      | Anier García     | Kuba      | 7,61   |
| 2.      | Ronald Mehlich   | Polska    | 7,72   |
| 3.      | Kyle Vander-Kuyp | Australia | 7,73 = |
| 4.      | Johan Lisabeth   | Belgia    | 7,75   |
| 5.      | Carlos Sala      | Hiszpania | 7,81   |
| 6.      | Pedro Chiamulera | Brazylia  | 7,96   |

Bieg 4
| Miejsce | Zawodnik              | Państwo           | Wynik |
| ------- | --------------------- | ----------------- | ----- |
| 1.      | Duane Rossi           | Stany Zjednoczone | 7,57  |
| 2.      | Igor Kováč            | Słowacja          | 7,68  |
| 3.      | Philippe Lamine       | Francja           | 7,71  |
| 4.      | Andrea Putignani      | Włochy            | 7,85  |
| 5.      | Dmitrij Kolesniczenko | Ukraina           | 7,94  |
| 6.      | Damien Greaves        | Wielka Brytania   | 7,96  |

Bieg 5
| Miejsce | Zawodnik              | Państwo           | Wynik |
| ------- | --------------------- | ----------------- | ----- |
| 1.      | Tony Dees             | Stany Zjednoczone | 7,56  |
| 2.      | Andriej Kisłych       | Rosja             | 7,67  |
| 3.      | Chen Yanhao           | Chiny             | 7,70  |
| 4.      | Mike Fenner           | Niemcy            | 7,71  |
| 5.      | Antti Haapakoski      | Finlandia         | 7,74  |
| 6.      | Gaute Melby Gundersen | Norwegia          | 7,88  |

### Półfinały
Źródło: 
Bieg 1
| Miejsce | Zawodnik        | Państwo           | Wynik |
| ------- | --------------- | ----------------- | ----- |
| 1.      | Colin Jackson   | Wielka Brytania   | 7,51  |
| 2.      | Duane Ross      | Stany Zjednoczone | 7,57  |
| 3.      | Igor Kováč      | Słowacja          | 7,62  |
| 4.      | Falk Balzer     | Niemcy            | 7,68  |
| 5.      | Li Tong         | Chiny             | 7,72  |
| 6.      | Philippe Lamine | Francja           | 7,76  |

Bieg 2
| Miejsce | Zawodnik        | Państwo           | Wynik |
| ------- | --------------- | ----------------- | ----- |
| 1.      | Tony Dees       | Stany Zjednoczone | 7,51  |
| 2.      | Anier García    | Kuba              | 7,51  |
| 3.      | Chen Yanhao     | Chiny             | 7,72  |
| 4.      | Andriej Kisłych | Rosja             | 7,74  |
| 5.      | Ronald Mehlich  | Polska            | 7,76  |
| –       | Jonathan Nsenga | Belgia            | DSQ   |

### Finał
Źródło: 
| Miejsce | Zawodnik        | Państwo           | Wynik  |
| ------- | --------------- | ----------------- | ------ |
| 01 !    | Anier García    | Kuba              | 7,48 = |
| 02 !    | Colin Jackson   | Wielka Brytania   | 7,49   |
| 03 !    | Tony Dees       | Stany Zjednoczone | 7,50   |
| 4.      | Duane Ross      | Stany Zjednoczone | 7,54   |
| 5.      | Igor Kováč      | Słowacja          | 7,59   |
| –       | Jonathan Nsenga | Belgia            | DSQ    |